# Thorpe-le-Soken
Thorpe-le-Soken är en by och en civil parish i Tendring i Essex i England. Orten har 2 047 invånare (2001).